# Loze
Loze é uma comuna francesa na região administrativa de Occitânia, no departamento de Tarn-et-Garonne. Estende-se por uma área de 11,05 km². Em 2010 a comuna tinha 146 habitantes (densidade: 13,2 hab./km²).